# Voetbalanalist
Een voetbalanalist is een persoon die commentaar levert op een voetbalwedstrijd of op de voetbalwereld in het algemeen. Meestal is dit een deskundige persoon, zoals een (oud-)voetballer, trainer/coach of journalist.
Voetbalanalisten geven soms commentaar voor of na voetbalwedstrijden of in speciale voetbalprogramma's (zoals NOS Studio Voetbal of Extra Time) of voetbalbladen. 
Voorbeelden van prominente voetbalanalisten zijn:
- Dick Advocaat
- Marco van Basten
- Mario Been
- Frank de Boer
- Ronald de Boer
- Johan Boskamp
- Arnold Bruggink
- Johan Cruijff
- Wim De Coninck
- Marc Degryse
- Johan Derksen

- Valentijn Driessen
- René van der Gijp
- Ruud Gullit
- Jan van Halst
- Willem van Hanegem
- Pierre van Hooijdonk
- Theo Janssen
- Filip Joos
- Wim Kieft
- Ronald Koeman
- Hans Kraay jr.

- Hans Kraay sr.
- Aad de Mos
- Jan Mulder
- Youri Mulder
- Kenneth Pérez
- Gunther Schepens
- Alan Shearer
- Rafael van der Vaart
- Gert Verheyen
- John de Wolf